# Okamoto Takuya
Okamoto Takuya (岡本 拓也 Okamoto Takuya, sinh ngày 18 tháng 6 năm 1992) là một cầu thủ bóng đá người Nhật Bản thi đấu cho Shonan Bellmare theo dạng cho mượn từ Urawa Red Diamonds.

## Thống kê sự nghiệp

### Câu lạc bộ
Cập nhật đến ngày 23 tháng 2 năm 2018.
| Câu lạc bộ         | Mùa giải | Giải vô địch | Giải vô địch | Cúp Hoàng đế Nhật Bản | Cúp Hoàng đế Nhật Bản | J. League Cup | J. League Cup | AFC     | AFC       | Tổng    | Tổng      |
| Câu lạc bộ         | Mùa giải | Số trận      | Bàn thắng    | Số trận               | Bàn thắng             | Số trận       | Bàn thắng     | Số trận | Bàn thắng | Số trận | Bàn thắng |
| ------------------ | -------- | ------------ | ------------ | --------------------- | --------------------- | ------------- | ------------- | ------- | --------- | ------- | --------- |
| Urawa Red Diamonds | 2010     | 9            | 0            | 2                     | 0                     | 1             | 0             | -       | -         | 12      | 0         |
| Urawa Red Diamonds | 2011     | 1            | 0            | 2                     | 0                     | 0             | 0             | -       | -         | 3       | 0         |
| Urawa Red Diamonds | 2012     | 0            | 0            | 0                     | 0                     | 1             | 0             | -       | -         | 1       | 0         |
| Urawa Red Diamonds | 2013     | 0            | 0            | -                     | -                     | 0             | 0             | 0       | 0         | 0       | 0         |
| V-Varen Nagasaki   | 2013     | 14           | 0            | 1                     | 0                     | -             | -             | -       | -         | 15      | 0         |
| V-Varen Nagasaki   | 2014     | 26           | 0            | 3                     | 0                     | -             | -             | -       | -         | 29      | 0         |
| Urawa Red Diamonds | 2015     | 3            | 0            | 0                     | 0                     | 0             | 0             | 1       | 0         | 4       | 0         |
| Shonan Bellmare    | 2016     | 21           | 1            | 2                     | 0                     | 6             | 0             | -       | -         | 29      | 1         |
| Shonan Bellmare    | 2017     | 30           | 3            | 0                     | 0                     | -             | -             | -       | -         | 30      | 3         |
| Tổng               | Tổng     | 104          | 4            | 10                    | 0                     | 8             | 0             | 1       | 0         | 123     | 4         |

### Quốc tế
| Đội tuyển quốc gia | Năm | Số trận | Bàn thắng |
| ------------------ | --- | ------- | --------- |
| U-17 Nhật Bản      |     |         |           |
| 2009               | 3   | 0       |           |
| Tổng               | 3   | 0       |           |
| U-19 Nhật Bản      |     |         |           |
| 2010               | 13  | 0       |           |
| Tổng               | 13  | 0       |           |
| U-22 Nhật Bản      |     |         |           |
| 2011               | 2   | 0       |           |
| Tổng               | 2   | 0       |           |

| Số lần ra sân và bàn thắng quốc tế | Số lần ra sân và bàn thắng quốc tế | Số lần ra sân và bàn thắng quốc tế                     | Số lần ra sân và bàn thắng quốc tế | Số lần ra sân và bàn thắng quốc tế | Số lần ra sân và bàn thắng quốc tế | Số lần ra sân và bàn thắng quốc tế                                       |
| #                                  | Ngày                               | Địa điểm                                               | Đối thủ                            | Kết quả                            | Bàn thắng                          | Giải đấu                                                                 |
| 2009                               | 2009                               | 2009                                                   | 2009                               | 2009                               | 2009                               | 2009                                                                     |
| ---------------------------------- | ---------------------------------- | ------------------------------------------------------ | ---------------------------------- | ---------------------------------- | ---------------------------------- | ------------------------------------------------------------------------ |
|                                    | 24 tháng 10                        | Sân vận động Teslim Balogun, Lagos                     | U-17 Brasil                        | 2–3                                | 0                                  | Giải vô địch bóng đá U-17 thế giới 2009 / U-17 Nhật Bản                  |
|                                    | 27 tháng 10                        | Sân vận động Teslim Balogun, Lagos                     | U-17 Thụy Sĩ                       | 3–4                                | 0                                  | Giải vô địch bóng đá U-17 thế giới 2009 / U-17 Nhật Bản                  |
|                                    | 30 tháng 10                        | Sân vận động Teslim Balogun, Lagos                     | U-17 Mexico                        | 0–2                                | 0                                  | Giải vô địch bóng đá U-17 thế giới 2009 / U-17 Nhật Bản                  |
| 2010                               |                                    |                                                        |                                    |                                    |                                    |                                                                          |
|                                    | 18 tháng 5                         | Odin, Heemskerk                                        | U-19 Canada                        | 0–0                                | 0                                  | Giao hữu / U-19 Nhật Bản                                                 |
|                                    | 20 tháng 5                         | VV Assendelft, Assendelft                              | U-19 Sénégal                       | 0–1                                | 0                                  | Giao hữu / U-19 Nhật Bản                                                 |
|                                    | 22 tháng 5                         | Sportpark de Koog, Uitgeest                            | U-19 Hoa Kỳ                        | 2–1                                | 0                                  | 2010 International Cor Groenewegen Tournament / U-19 Nhật Bản            |
|                                    | 22 tháng 5                         | Sportpark de Koog, Uitgeest                            | Atlético Mineiro                   | 0–0                                | 0                                  | 2010 International Cor Groenewegen Tournament / U-19 Nhật Bản Unofficial |
|                                    | 24 tháng 5                         | Sportpark de Koog, Uitgeest                            | Sporting Lokeren                   | 3–0                                | 0                                  | 2010 International Cor Groenewegen Tournament / U-19 Nhật Bản Unofficial |
|                                    | 24 tháng 5                         | Sportpark de Koog, Uitgeest                            | FC Twente                          | 2–0                                | 0                                  | 2010 International Cor Groenewegen Tournament / U-19 Nhật Bản Unofficial |
|                                    | 24 tháng 5                         | Sportpark de Koog, Uitgeest                            | U-20 Hàn Quốc                      | 0–1                                | 0                                  | 2010 International Cor Groenewegen Tournament / U-19 Nhật Bản            |
|                                    | 20 tháng 6                         | Ekbatan Stadium Tehran, Tehran                         | U-19 Iran                          | 2–1                                | 0                                  | Giao hữu / U-19 Nhật Bản                                                 |
|                                    | 27 tháng 6                         | Sân vận động Trung tâm Thể thao Duy Phường, Duy Phường | U-19 Trung Quốc                    | 0–1                                | 0                                  | Giao hữu / U-19 Nhật Bản                                                 |
|                                    | 28 tháng 7                         | Ballymena Showgrounds, Ballymoney                      | U-19 Mexico                        | 1–3                                | 0                                  | 2010 Milk Cup / U-19 Nhật Bản                                            |
|                                    | 30 tháng 7                         | Sân vận động Riada, Ballymoney                         | U-19 Trung Quốc                    | 3–0                                | 0                                  | 2010 Milk Cup / U-19 Nhật Bản                                            |
|                                    | 21 tháng 8                         | Kusanagi Sports Park Stadium, Shizuoka                 | U-19 Tây Ban Nha                   | 2–0                                | 0                                  | 2010 SBS Cup / U-19 Nhật Bản                                             |
|                                    | 22 tháng 8                         | Fujieda Sports Complex Park, Shizuoka                  | U-19 Ghana                         | 4–1                                | 0                                  | 2010 SBS Cup / U-19 Nhật Bản                                             |
|                                    | 24 tháng 8                         | Ecopa Stadium, Shizuoka                                | Shizuoka Youth                     | 4–3                                | 0                                  | 2010 SBS Cup / U-19 Nhật Bản                                             |
|                                    | 9 tháng 9                          | Sendai Stadium, Miyagi                                 | France U19                         | 2–1                                | 0                                  | 2010 Sendai Cup / U-19 Nhật Bản                                          |
|                                    | 11 tháng 9                         | Sendai Stadium, Miyagi                                 | Brasil U19                         | 0–1                                | 0                                  | 2010 Sendai Cup / U-19 Nhật Bản                                          |
|                                    | 12 tháng 9                         | Sendai Stadium, Miyagi                                 | U-19 Trung Quốc                    | 4–0                                | 0                                  | 2010 Sendai Cup / U-19 Nhật Bản                                          |
| 2011                               |                                    |                                                        |                                    |                                    |                                    |                                                                          |
|                                    | 9 tháng 2                          | Sân vận động Mohammed Al-Hamad, Hawalli                | Kuwait                             | 0–3                                | 0                                  | Giao hữu / U-22 Nhật Bản                                                 |
|                                    | 29 tháng 3                         | Sân vận động JAR, Tashkent                             | U-22 Uzbekistan                    | 2–1                                | 0                                  | Giao hữu / U-22 Nhật Bản                                                 |